# Maurice Koechlin

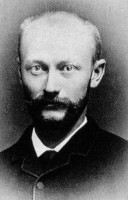
Maurice Koechlin

Maurice Koechlin (ur. 8 marca 1856, zm. 14 stycznia 1946) – francuski inżynier budownictwa.
Urodził się w Buhl, Haut-Rhin w Alzacji, po ukończeniu liceum w Miluzie studiował na Politechnice Federalnej w Zurychu pod kierunkiem Carla Culmanna.
Większość jego projektów została zrealizowana na zlecenie pracowni Gustawa Eiffela:
- wiadukt Garabit, (1880–1884);
- konstrukcja nośna Statui Wolności – we współpracy z Fryderykiem Bartholdim, (1884); oraz
- wieża Eiffla, (1887–1889).

W 1886 poślubił Emmę Rossier, z którą miał sześcioro dzieci. Zmarł w Veytaux w Szwajcarii.
Odznaczony orderem oficerskim Legii Honorowej.